# Cleopatra (pel·lícula de 1917)
Cleopatra és una pel·lícula muda estrenada el 14 d'octubre de 1917 dirigida per J. Gordon Edwards i protagonitzada per Theda Bara i Fritz Leiber. La pel·lícula, un drama històric, està basada en les peces teatrals de William Shakespeare i Victorien Sardou i en la novel·la d'Henry Rider Haggard. Produïda per la Fox, va ser el major èxit comercial d'aquell any. Es considera una pel·lícula perduda, i solament se’n conserven alguns fragments. Està inclòs dins de la llista de les deu pel·lícules més buscades de l'American Film Institute.

## Argument
Comandant les legions romanes, Juli Cèsar conquereix Egipte. Cleòpatra aconsegueix presentar-se davant Cèsar embolicada en una catifa. Cèsar cau enamorat i tots dos governen Egipte conjuntament. Quan, després de tornar a Roma per ser coronat rei Cèsar és assassinat, Marc Antoni viatja a Egipte per assegurar la submissió de Cleòpatra al nou triumvirat. Malgrat que Marc Antoni i Cleòpatra estan apassionadament enamorats un de l'altre, ell retorna a Roma per casar-se amb Octàvia, la germana d'August, i d'aquesta manera consolidar el triumvirat políticament. Més tard, Marc Antoni retorna a Egipte i en veure que Cleòpatra encara l'estima ajunta les forces de tots dos per lluitar contra August però són vençuts a Actium. Marc Antoni es suïcida i quan Cleòpatra s'assabenta de la seva mort també se suïcida en deixar-se picar per una serp.

## Repartiment
- Theda Bara (Cleòpatra)
- Fritz Leiber (Juli Cèsar)
- Thurston Hall (Marc Antoni)[7]
- Alan Roscoe (Pharon)
- Herschel Mayall (Ventidius)
- Dorothy Drake (Charmian)
- Delle Duncan (Iras)
- Henri De Vries (Octavi August)
- Art Acord (Kefrén)
- Hector Sarno (missatger)
- Genevieve Blinn (Octavia)
- Ruth Saint Denis (ballarina)

## Producció
Aquesta producció de la Fox va ser un dels films més notables de l'època del cinema mut americà. La pel·lícula, filmada durant l'estiu de 1917, va arribar a emprar 3.000 extres. La reconstrucció de decorats de l'antic Egipte es pot considerar molt acurada. Algunes escenes ambientades a Roma es van rodar als jardins de l'exgovernador de Los Angeles Hazard mentre que les escenes de les batalles es van rodar a Balboa Beach i les escenes d'interior, que incloïen múltiples animals com lleons, lleopards o tigres, es van filmar a l'estudi de la Fox a Hollywood. En l'escena del banquet, on actuaven unes 400 persones, apareixia Ruth Saint Denis i les seves ballarines. Les escenes del desert es van rodar a Oxnard on es va construir una rèplica de l'Esfinx i de les piràmides. També es va construir una rèplica d'Alexandria a Laguna Dominguez. Theda Bara era l'estrella principal de la Fox d'ençà l'èxit de “A Fool There Was” (1915) i l'estudi explotava tan com podia la seva imatge de “vamp” en les pel·lícules. Durant el rodatge, l'actriu va usar multitud de vestits molt sofisticats i insinuants alguns dels quals eren molt fràgils i per això, la productora va assignar tres modistes a seguir contínuament l'actriu per poder reparar a l'instant qualsevol eventualitat que es produís.

## Galeria d'imatges

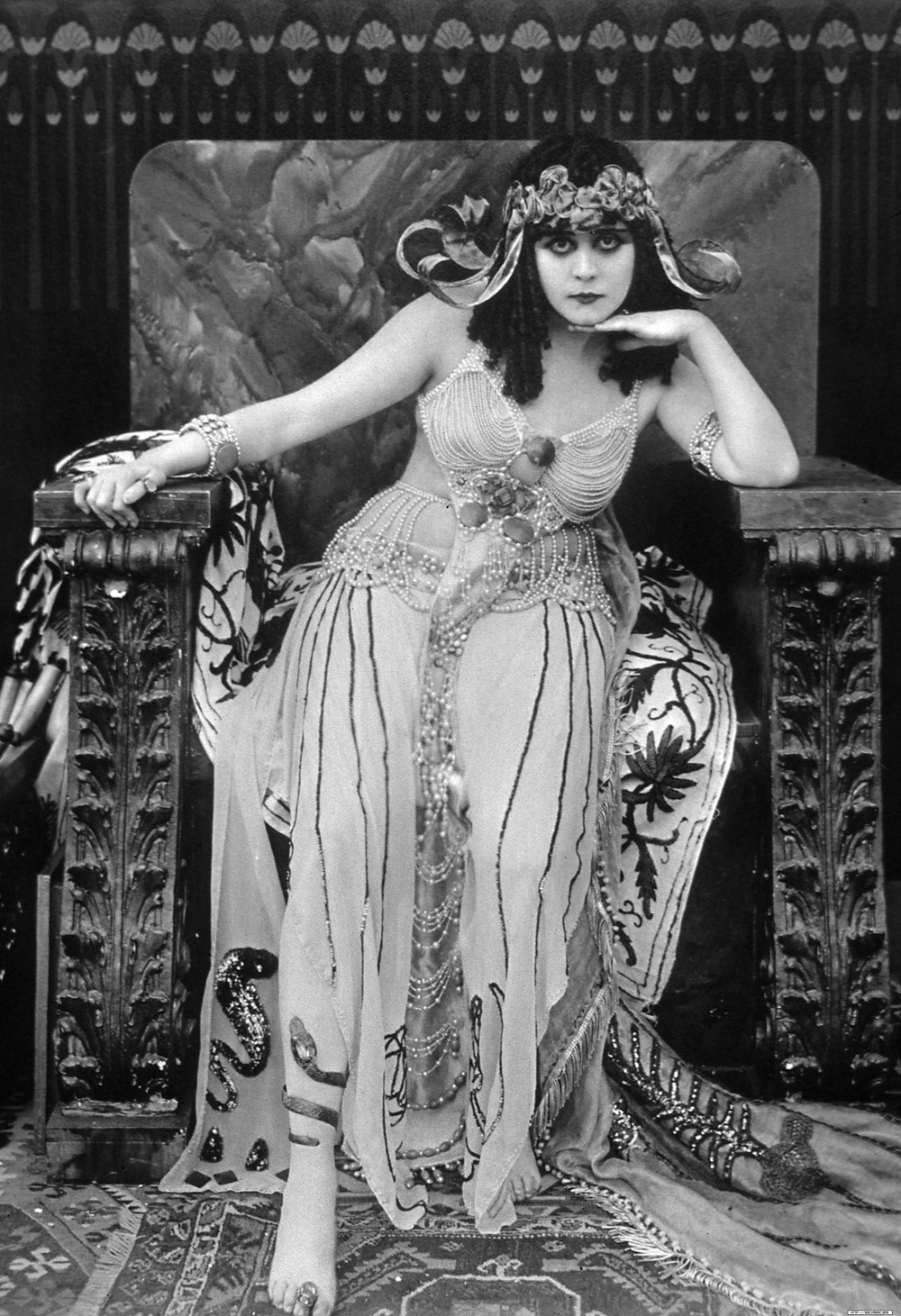
Theda Bara com a Cleòpatra
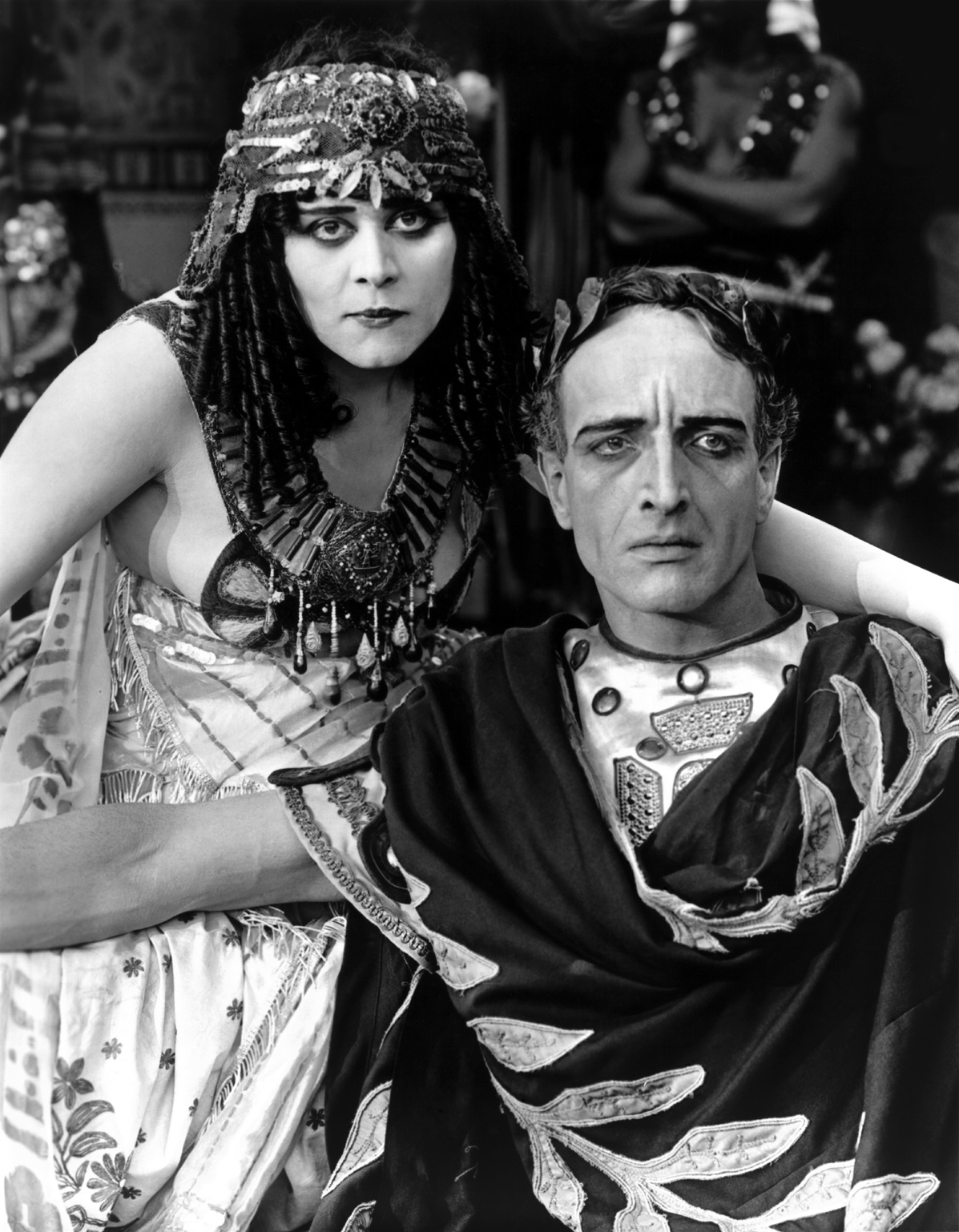
Cleòpatra (Theda Bara) i Juli Cèsar (Fritz Leiber)
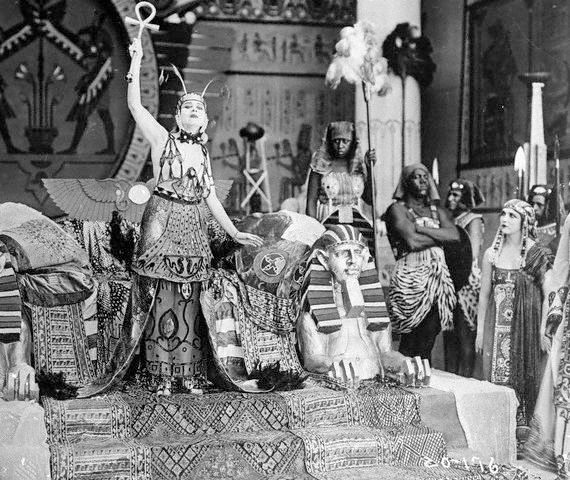
La reina d'Egipte
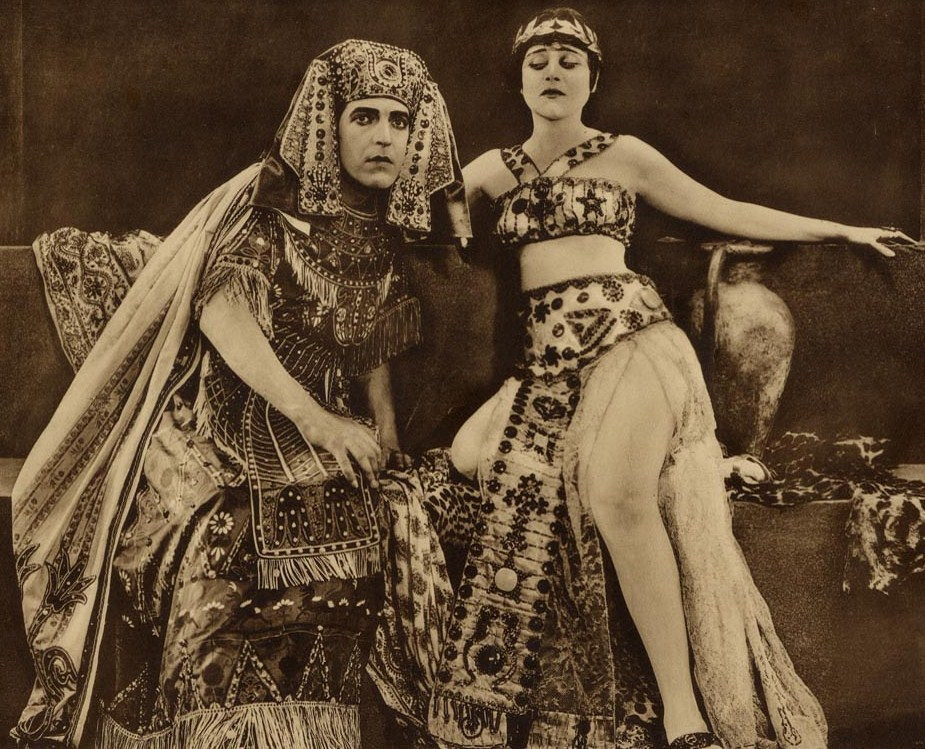
Pharon (Alan Roscoe) i Cleòpatra (Theda Bara)
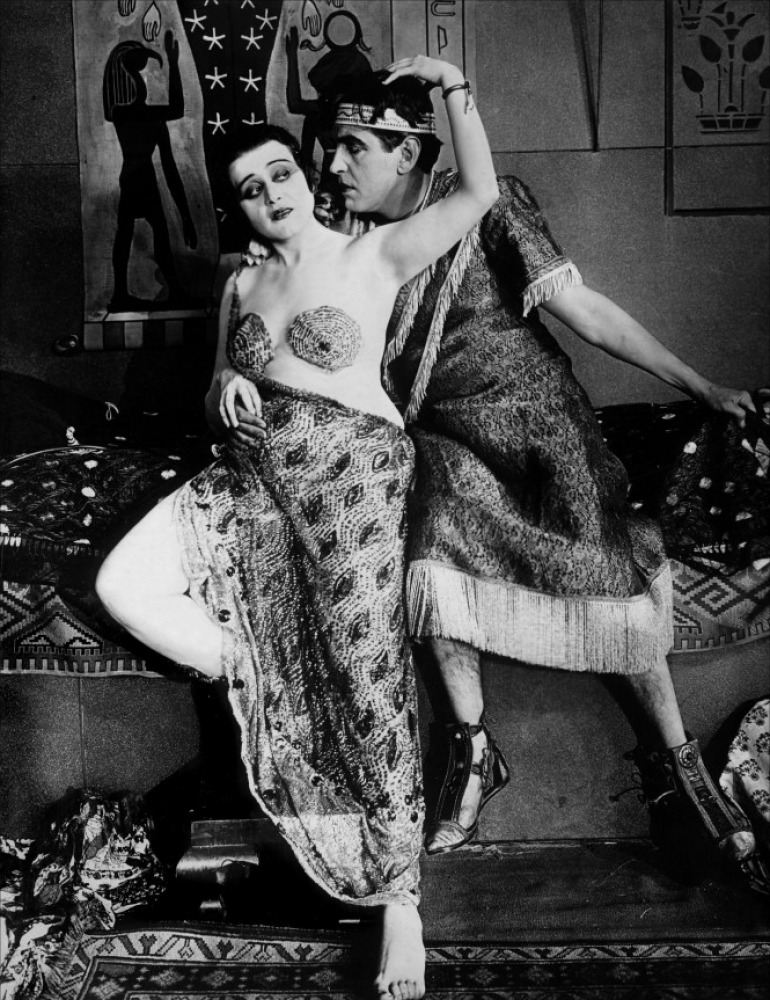
Cleòpartra (Theda Bara) i Marc Antoni (Thurston Hall)
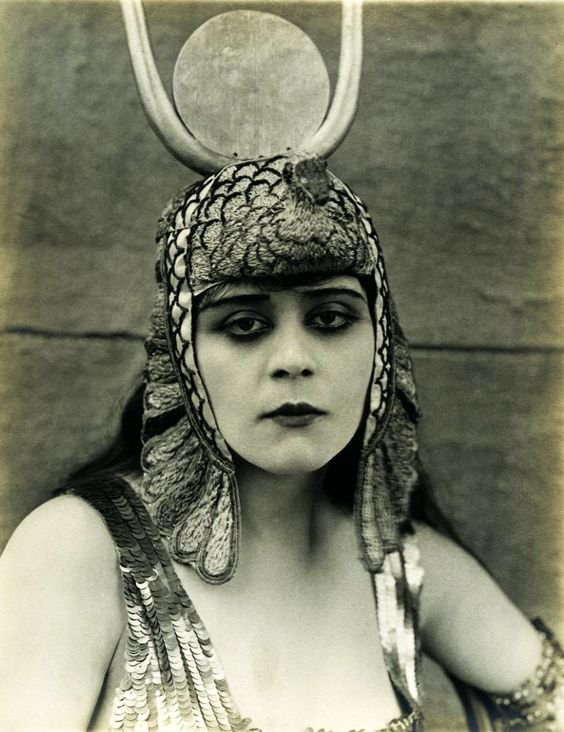
Theda Bara